# Teatro Petruzzelli

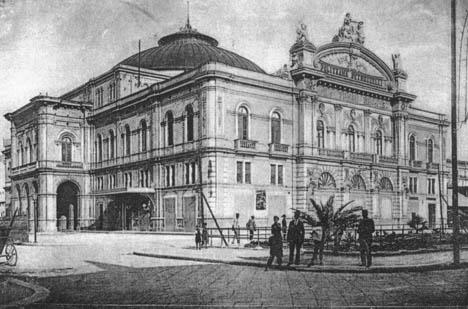
Une vue ancienne du Théâtre Petruzzelli avant l'incendie.

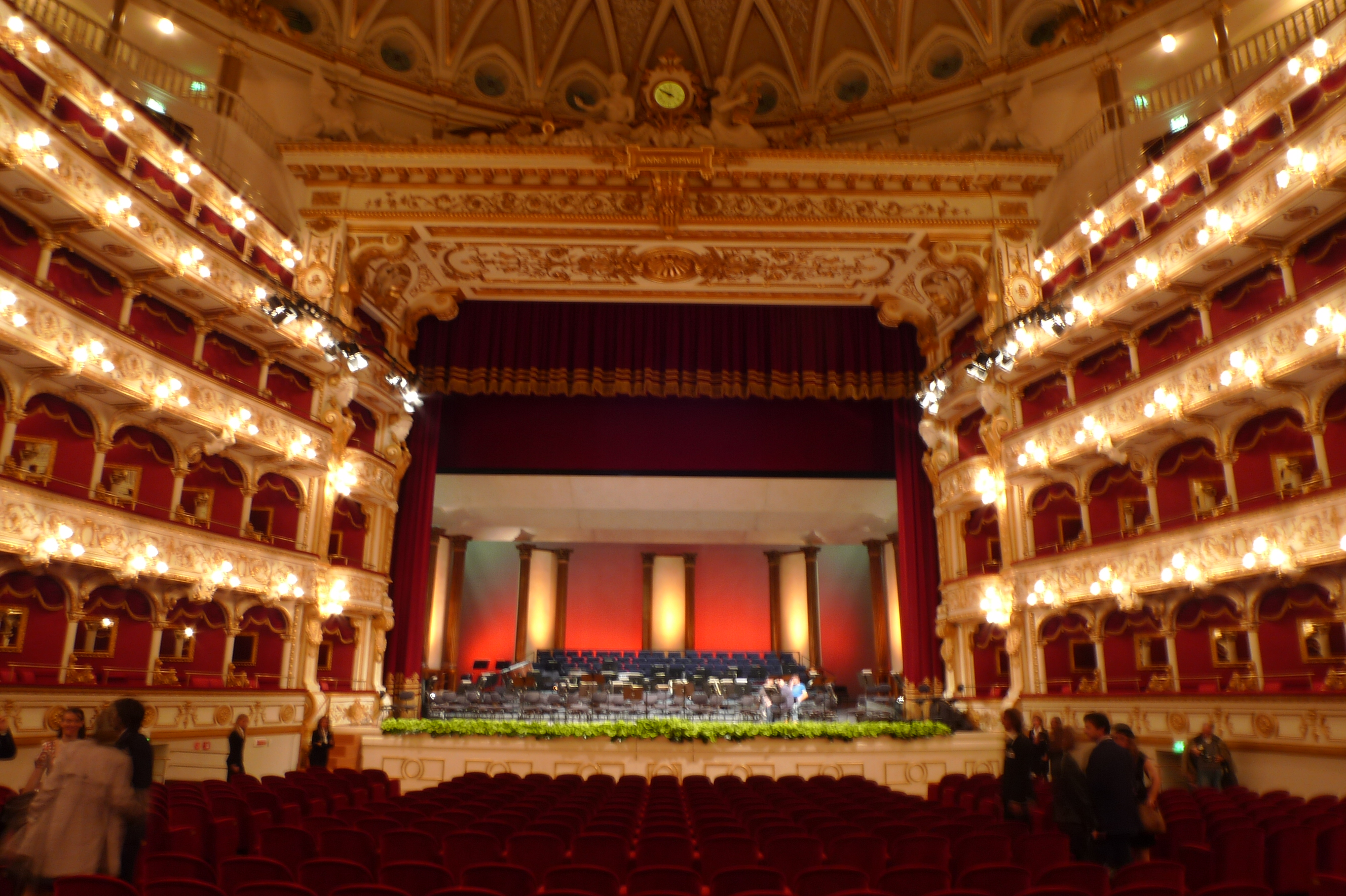
L’intérieur du Théâtre Petruzzelli après sa reconstruction.

Le Teatro Petruzzelli est un théâtre d'opéra avec une capacité de 1 482 places, construit en 1903 et qui se trouve sur le cours Cavour à Bari. 

## Histoire
Le Teatro Petruzzelli qui appartient à la famille Messeni Nemagna est le 4e théâtre italien par ses dimensions et le plus grand théâtre privé en Italie. Il fut construit pour la somme considérable à l'époque de 1 600 000 lires. Il était doté de chauffage et d'électricité, ce qui était précurseur à cette époque. Il a été inauguré le 14 février 1903 avec Les Huguenots de Giacomo Meyerbeer.
Entièrement détruit par un incendie entre le 26 et le 27 octobre 1991, il a été reconstruit et inauguré en 2009 et a rouvert le 4 octobre 2009, avec un concert de la 9e symphonie de Beethoven, passé presque inaperçu. Ce n'est que le 6 décembre 2009, avec Turandot que l'activité lyrique reprit.